# Servei de còpies de seguretat remot
Un servei de còpies de seguretat remot o en línia és un servei que proporciona a l'ordinador d'un usuari connexions en línia amb un sistema remot per copiar i emmagatzemar els fitxers de l'ordinador. SpiderOak n'és un exemple.